# 搬入プロジェクト
搬入プロジェクト（Carry-in-Project）は、劇団悪魔のしるし（主宰：危口統之、2017年3月死去）による、演劇およびパフォーマンスアートの演目である。

## 概要
事前に設定された空間に対して、あらかじめ制作した構造物（以降「物体X」という）を多人数で協力して運搬する上演を「搬入プロジェクト」という。もっぱら、ある建物の外部から内部へと物体Xを運び込む、という場合が多い。物体Xは、上演の対象となる空間の測量を経て形状が設計され制作される。その形状は、一見すると搬入経路にはすんなりとは入らないと思えるような形状に工夫されている。
危口は2017年に死去し、2018年現在は「悪魔のしるし」メンバーらによって「搬入プロジェクト」の実施についてCC0での権利放棄が宣言されている。本作はその「シンプルだが汎用性のあるコンセプト」が評価され、世界各地で実施されている。

## 実施概要
- 第1回：「遊星からの物体を搬入プロジェクトＸ」, 5TANDA SONIC（五反田/東京都）, 2008年2月17日
- 第2回：「遊星からの物体を搬入プロジェクトＸ２ 神宮前３丁目計画」, VACANT（原宿/東京都）, 2009年4月25日/5月1日
- 第3回：「搬入プロジェクト#03 / 瀬戸内国際芸術祭2010『唐櫃の公堂に大きなモノをみんなで入れよう』」, 唐櫃公堂（豊島/香川県）, 2010年8月8日
- 第4回：「搬入プロジェクト#04 / スペクタクル・イン・ザ・ファーム『那須計画』」, 宇都宮共和大学（那須塩原市/栃木県）, 2010年11月17日
- 第5回：「搬入プロジェクト#05 / 国際舞台芸術ミーティング in 横浜 2011」, KAAT神奈川芸術劇場（横浜/神奈川県）, 2011年2月16日
- 第6回：「搬入プロジェクト#06 / NJP Summer Festival 21 Room」, ナム・ジュン・パイク・アートセンター（龍仁/韓国）, 2011年8月6日
- 第7回：「搬入プロジェクト#07 / CE QUI ARRIVE −これから起こるかもしれないこと−」, 浅草花やしき（浅草/東京都）, 2011年11月26日
- 第8回：「搬入プロジェクト#08 / チューリッヒ・テアターシュペクターケル」, ランディヴィーゼ（チューリッヒ/スイス）, 2012年8月24日-26日
- 第9回：「搬入プロジェクト#09 / テアターフェスティバル・バーセル」, カゼルネ（バーゼル/スイス）, 2012年9月2日
- 第10回：「搬入プロジェクト#10 / スイスツアー ミュージアムナイト・ルツェルン」, ルツェルン・カルチャー・コングレスセンター（ルツェルン/スイス）, 2012年9月7日
- 第11回：「搬入プロジェクト#11 / ホスピテイル・プロジェクト」, 旧横田医院（鳥取市/鳥取県）, 2013年2月24日
- 第12回：「搬入プロジェクト#12 / バルカンツアー エクソドス・フェスティバル」, エレクトラーナ（リュブリャナ/スロヴェニア）, 2013年4月22日
- 第13回：「搬入プロジェクト#13 / バルカンツアー」, コルゾ通り（リエカ/クロアチア）, 2013年5月4日
- 第14回：「搬入プロジェクト#14 / ハイ・ソウル・フェスティバル『ソウル市庁舎計画』」, ソウル市庁舎（ソウル/韓国）, 2013年10月3日
- 第15回：「搬入プロジェクト#15 / 六本木アートナイト,六本木ヒルズ・ウェストウォーク（六本木/東京都） ,2014年4月19日-20日
- 第16回：「搬入プロジェクト#16 /ブダペスト MÜSZI計画 （ブダペスト/ハンガリー）,2014年5月31日

## 関連書籍
- 危口統之『危口統之一〇〇〇』（2018年）
- 悪魔のしるし『CARRY-IN-PROJECT 2008-2013 DOCUMENT: WORDS』（2015年3月31日）
- 危口統之『遊星からの物体を搬入 プロジェクトＸ２ ～神宮前３丁目計画』（2009年4月25日）
- 危口統之『月刊悪魔のしるし第４号 遊星からの物体を搬入プロジェクトＸ』（2008年2月17日）